# جف برازیر
جف برازیر (انگلیسی: Jeff Brazier؛ زادهٔ ۲۷ مهٔ ۱۹۷۹) بازیکن فوتبال اهل بریتانیا است.
از باشگاه‌هایی که در آن بازی کرده‌است می‌توان به باشگاه فوتبال بیلریکای، باشگاه فوتبال گرایس اتلتیک، و باشگاه فوتبال لیتون اورینت اشاره کرد.